# دونژی کرالویچ
دونژی کرالویچ (به لاتین: Donji Kraljevec) یک منطقهٔ مسکونی در کرواسی است که در شهرستان مجیموریه واقع شده‌است. دونژی کرالویچ ۳۶٫۳۴ کیلومتر مربع مساحت و ۴٬۶۵۹ نفر جمعیت دارد.

## خواهرخوانده
شهر ناحیه ۱۵ بوداپست خواهرخواندهٔ دونژی کرالویچ هست.